# 劉子禮
劉子禮（1990年11月4日—），香港籃球運動員，生於香港，司職得分後衛，現時效力香港甲一籃球聯賽球隊晉龍，亦為現役香港籃球代表隊成員兼「Double 8 Bar & Restaurant」老闆。

## 經歷

### 籃球生涯
劉子禮生於香港，曾就讀天主教慈幼會伍少梅中學、天主教新民書院和崇正中學；少年時代因籃球使反叛、與家人關係不好的他改過自新，在中五時於學界四強止步無緣精英賽，不過籃球路可謂一帆風順，憑著先天身高優勢，加上後天努力與際遇，短短幾年就由「NIKE League」升上甲一聯賽，他於2009年加入福建，直到2012年外借到超敏，到一季後回歸福建，並在2015年3月17日對安青的高級組銀牌賽，最後3秒射入致勝2分，協助球隊以81–80絕殺安青。在2013至2015年效力福建期間曾取得28分高分射入八球三分球場均取得12.3分。
2015年8月，劉子禮放棄投考消防員轉投全港首支職業籃球隊東方籃球隊，不過加盟首年出場機會又少，又有傷患，使他由主力變後備，2016年球季，在超級工商盃的表現不俗，於2016年12月15日對中國球隊廣西威壯的賽事，完場前20秒冒著受傷射入奠勝3分球，將比數拉開到73–71，雖然他拗柴離場，仍獲得全場球迷掌聲，協助東方以74–71反勝，惟最終球隊在四強不敵南華無缘決賽，
2017年球季，劉子禮於東南亞職業籃球聯賽中段因為椎間盤移位壓住神經線，令他不僅可能失去做球員的機會，甚至不能再走路，幸好他獲隊友和家人的鼓勵，令他渡過這半季多，更協助東方籃球隊於5場3勝制的總決賽，以場數3–1擊敗新加坡騰飛之師，首度參賽即奪得冠軍，並成為東南亞職業籃球聯賽史上首支來自香港的總冠軍，直到聯賽完結後才接受物理治療養傷，至季後賽終於回復狀態，於對永倫的季後賽準決賽，成為東方殺著，首兩場比賽交出18分及23分的成績，可惜的是第三場遭對手緊密防守僅得三分，結果東方龍獅仍在三場兩勝制下，以場數1比2落敗無緣聯賽總決賽，
2018年球季，劉子禮協助東方於5場3勝制的總決賽，以場數3–2擊敗南華，奪得冠軍。

### 國際賽生涯
2017年11月，劉子禮協助香港於第50屆港澳埠際賽，作客澳門東亞運動會體育館擊敗澳門奪得冠軍，兼為世界盃亞洲區外圍賽備戰，惟他與東方隊友李琪和徐遠成，因在東南亞籃協管轄的東南亞聯賽注冊為本地球員，故在代表東亞籃協管轄的香港籃總出賽，或是代表資格問題所在，但經國際籃聯和ABL及香港籃總討論後，終於11月25日澄清三人的資格，並已確定可以出戰世界盃亞洲區外圍賽。
2018年8月14日，劉子禮在印尼亞運對卡塔爾賽事入了七球三分球。

### 投身飲食業
2019年11月，劉子禮認為職業運動員生涯始終受年齡所限，面對將來退役後的事業發展而選擇投身餐飲業，先在九龍灣創立第一間泰國菜食店「泰傳奇」，後在旺角開設潮式滷水火鍋店「潮州鹵漢」；2021年6月及2022年5月見2019冠状病毒病令店舖租金下跌，再於將軍澳和銅鑼灣開辦中菜館「禮記」、創意西餐廳「Double 8 Bar & Restaurant」。

## 外部連結
- 劉子禮的Facebook專頁
- 劉子禮在fiba.basketball（英语）
- 劉子禮在archive.fiba.com（存檔）（英语）
- 劉子禮在Eurobasket.com（球員）（英语）
- 劉子禮在RealGM（英语）
- ABL官網球員註冊資料 - 劉子禮